# Андрија Веселиновић
Андрија Веселиновић (Јежевица код Чачка, 12. јул 1949) српски је историчар и професор Филозофског факултета у Београду и шеф Катедре за историју српског народа у средњем веку.
Основну школу завршио је у Јежевици, а гимназију у Чачку, да би се 1968. године уписао на групу за историју Филозофског факултета у Београду. Дипломирао је 1975. године са темом „Источна Србија у средњем веку“. Добитник је Октобарске награде за радове студената, док је сам дипломски рад објављен касније у стручној периодици.
После дипломирања уписао је последипломске студије на смеру Историја народа Југославије у средњем веку. Изабран је 1979. године за асистента-приправника на Катедри за историју народа Југославије у средњем веку. Магистарски рад „Трговина у Србији у доба Деспотовине“ одбранио је 1982. године. Након вишегодишњег исцрпног прикупљања грађе у Хисторијском архиву у Дубровнику, 1993. године је одбранио докторску дисертацију „Држава српских деспота“. У марту 1994. године изабран је за доцента, 1999. године за ванредног, а 2004. године за редовног професора на истој катедри. Професор је по позиву на Филозофском факултету у Српском Сарајеву.
Члан је Комисије за грб, заставу и химну Министарства правде, Комисије за пројекте (историја, етнологија, археологија) Министарства за науку, технологије и развој Владе Републике Србије.

## Важнији радови
- Веселиновић, Андрија (1979). „Прилог проучавању рударства на Балкану крајем XV века”. Историјски часопис. 25-26 (1978-1979): 249—252.
- Веселиновић, Андрија (1983). „Забране и прекиди трговине у Србији у доба деспотовине”. Историјски гласник. 36 (1-2): 25—42.
- Веселиновић, Андрија (1984). „Царински систем у Србији у доба деспотовине”. Историјски гласник. 37 (1-2): 7—38.
- Веселиновић, Андрија (1987). „Североисточна Србија у средњем веку”. Историјски гласник. 40 (1-2): 43—74.
- Веселиновић, Андрија (1992). „Владарско и комунално у градовима деспотовине”. Социјална структура српских градских насеља (XII-XVIII век). Смедерево: Музеј у Смедереву. стр. 125—137.
- Веселиновић, Андрија (1995). „Граница између Србије и Босне у XV веку”. Босна и Херцеговина од средњег века до новијег времена. Београд: Историјски институт. стр. 87—100.
- Веселиновић, Андрија (1995). Држава српских деспота (1. изд.). Београд: Војска.
  - Веселиновић, Андрија (2006). Држава српских деспота (2. изд.). Београд: Завод за уџбенике и наставна средства.
- Веселиновић, Андрија (1997). Дубровачко Мало веће о Србији (1415-1460). Београд: Историјски институт САНУ.
- Веселиновић, Андрија; Љушић, Радош (2001). Српске династије (1. изд.). Нови Сад: Платонеум.
  - Веселиновић, Андрија; Љушић, Радош (2008). Српске династије (2. изд.). Београд: Службени гласник.
- Веселиновић, Андрија; Љушић, Радош (2002). Родослови српских династија. Нови Сад: Платонеум.
- Веселиновић, Андрија; Јечменица, Дејан (2016). Србија у дубровачким тестаментима (1414-1436). Београд: Архив Србије.